# 弓省矩
弓省矩（？—1634年），字從心，號梅峰，河南开封府郑州军籍。

## 生平
天啓四年（1624年）甲子科河南乡试举人，天啓五年（1625年）联捷乙丑科進士，初授内阁中书舍人，出使朝鲜，不辱使命。历验封司、考功司主事、文选司主事，升吏部验封司、考功司、文选司员外郎。
崇祯六年（1633年）七月，锦衣卫密探侦察到江西彭泽县知县张子廉买通吏科给事中曹履泰谋求升为运同，而且抓获了作为这次交易中间人的监生项珍，还搜到张子廉写给吏部郎中王三重和吏部员外郎弓省矩的请托信件。崇祯帝亲自指示要认真追查，严肃处理，有关人员全部被逮捕。因为案情很简单，又没有涉及有势力的大官僚，案子很快就了结了，几个官员都被革职，张子廉和曹履泰遣戍充军，崇祯七年甲戌（1634年）弓省矩在刑部狱中自缢而死。

## 家族
弟弓省枢，顺治八年辛卯科舉人。按《开封府志》：“时氏，郑州人，吏部弓省矩侧室。年十八，矩亡守节，抚嫡子成名。学使旌表。”